# Ejendomsværdiskat
Ejendomsværdiskatten er en årlig dansk skat pålagt ejerboliger. Den beregnes på grundlag af boligens ejendomsværdi. Satsen for ejendomsværdiskatten er fastsat i ejendomsværdiskatteloven og kan ikke variere fra kommune til kommune. 

## Beregning
Udgangspunktet for beregning af ejendomsværdiskatten er den offentlige ejendomsvurdering. 
Det ejendomsværdibeløb som lægges til grund for skatteberegningen, er det laveste af 3 mulige værdier (eksempel pr. 2012):
1. Ejendomsværdien pr. 1. oktober 2012 (for private ejerboliger er dette beløb i udgangspunktet samme beløb som 1. oktober 2011, jf. at den offentlige ejendomsvurdering er to-årig).
2. Ejendomsværdien pr. 1. januar 2001 + 5 pct.
3. Ejendomsværdien pr. 1. januar 2002

I 2012 er ejendomsværdiskatten 1 pct. af den del af ejendomsværdien, der ikke overstiger en progressionsgrænse på 3.040.000 kr. Af ejendomsværdien over progressionsgrænsen betales 3 pct. i ejendomsværdiskat. For ejendomme købt før 1. juli 1998 nedsættes ejendomsværdiskatten med 2 promille. Nedslaget bortfalder ved ejerskift.
Den offentlige ejendomsvurdering er som udgangspunkt to-årig, men sker forskudt for private ejerboliger og erhvervsejendomme, hvilket påvirker værdien af den første af de tre mulige værdier, som ejendomsværdiskatten kan beregnes ud fra. Private ejerboliger vurderes pr. 1. oktober i ulige år, og resultatet offentliggøres i det efterfølgende (lige) år. Erhvervsejendomme vurderes pr. 1. oktober i lige år, og resultatet offentliggøres i det efterfølgende (ulige) år.

## Ejendomsværdiskat og lejeværdi af egen bolig
Ejendomsværdiskatten blev indført fra og med 2000 som et element i 1998-skattereformen (Pinsepakken). Den erstattede den hidtidige lejeværdi af egen bolig, der havde optrådt i det danske indkomstskattesystem fra indkomstskattens indførelse i 1903. I modsætning til lejeværdien af egen bolig, som var et tillæg til boligejerens kapitalindkomst og dermed indgik som et element i ejerens samlede indkomstskatte-beregning, beregnes ejendomsværdiskatten uafhængigt af boligejerens øvrige skatteforhold.

## Ejendomsværdiskattens økonomiske begrundelse
Fra et fagøkonomisk synspunkt betragtes ejendomsværdiskatten dog fortsat reelt som en skat på indkomst, nemlig den indirekte indkomst en boligejer har i form af sparet husleje. Denne såkaldte imputerede indkomst er ikke en indkomst, der faktisk udbetales, men den forøger alligevel boligejerens reelle forbrugsmuligheder på samme måde som anden indkomst og skal derfor ud fra denne tankegang også beskattes for at opretholde det vandrette lighedsprincip (jf. Skat). Af samme grund rubriceres indtægterne fra ejendomsværdiskatten af Danmarks Statistik under indkomstskatter.

## Udbredelse
I 2010 betalte godt to millioner danskere, svarende til ca. 40 % af alle skattepligtige personer, ejendomsværdiskat.